# دس‌کلروکلوتیزولام
دس‌کلروکلوتیزولام (انگلیسی: Deschloroclotizolam) یک مشتق تینوتریازولودیازپین است که به عنوان داروی طراح فروخته شده است و نخستین بار در سال ۲۰۲۱ در سوئد شناسایی شد.